# Syzygium tchambaense
Syzygium tchambaense är en myrtenväxtart som beskrevs av J.W.Dawson. Syzygium tchambaense ingår i släktet Syzygium och familjen myrtenväxter. Inga underarter finns listade i Catalogue of Life.